# Treffléan
 Treffléan  (en bretón Trevlean) es una población y comuna francesa, situada en la región de Bretaña, departamento de Morbihan, en el distrito de Vannes y cantón de Elven.

## Demografía
| 681                       | 568 | 718 | 831 | 748 | 751 | 743 | 761 | 815 | 806 | 766 | 775 | 751 | 784 | 788 | 805 | 849 | 804 | 783 | 771 | 763 | 714 | 711 | 712 | 681 | 638 | 628 | 564 | 591 | 705 | 1 144 | 1 441 | 1445 | 1 858 |
| (Fuente: INSEE y Cassini) |     |     |     |     |     |     |     |     |     |     |     |     |     |     |     |     |     |     |     |     |     |     |     |     |     |     |     |     |     |       |       |      |       |